# Caofeidian
Caofeidian är ett stadsdistrikt i Tangshan i Hebei-provinsen i norra Kina.
Tangshans lokalmyndigheter planerar att bygga en särskild "miljöstad" i Caofeidian, ett projekt som bland annat det svenska företaget Sweco är engagerat i. Den nya stadsdelen beräknas ha cirka 500 000 nya invånare och skulle ha genomgått sin sista utvecklngsfas 2016. [Uppdatering behövs]
År 2014 hade bara några tusen invånare flyttat till staden och majoriteten av staden hade istället börjat förfalla.